# Cymothoa guadeloupensis
Cymothoa guadeloupensis är en kräftdjursart som beskrevs av Fabricius 1793. Cymothoa guadeloupensis ingår i släktet Cymothoa och familjen Cymothoidae. Inga underarter finns listade i Catalogue of Life.